# Călărași (Botoșani)
Călărași es una comuna y pueblo de Rumania ubicada en el distrito de Botoșani. Se ubica en la esquina suroriental del distrito, unos 5 km al oeste de la frontera con la República de Moldavia marcada por el río Prut.
Según el censo de 2011, tiene 3553 habitantes, mientras que en el censo de 2002 tenía 3984 habitantes. La mayoría de la población es de etnia rumana (97,01 %).
La mayoría de los habitantes son cristianos de la Iglesia Ortodoxa Rumana (96,67 %).
En la comuna hay tres pueblos (población en 2011):
- Călărași (pueblo), 2358 habitantes;
- Libertatea, 508 habitantes;
- Pleșani, 687 habitantes.